# Lesley Paterson
Lesley Paterson (Stirling, 12 de octubre de 1980) es una deportista británica que compitió en triatlón.
Ganó tres medallas en el Campeonato Mundial de Triatlón Campo a Través entre los años 2012 y 2018. Además, obtuvo ocho medallas en el Campeonato Mundial de Xterra Triatlón entre los años 2009 y 2019, y una medalla en el Campeonato Europeo de Xterra Triatlón de 2015.

## Palmarés internacional
| Campeonato Mundial | Campeonato Mundial      | Campeonato Mundial | Campeonato Mundial |
| Año                | Lugar                   | Medalla            | Prueba             |
| ------------------ | ----------------------- | ------------------ | ------------------ |
| 2012               | Pelham (Estados Unidos) | Medalla de oro     | Individual         |
| 2013               | La Haya (Países Bajos)  | Medalla de plata   | Individual         |
| 2018               | Fionia (Dinamarca)      | Medalla de oro     | Individual         |

| Campeonato Mundial | Campeonato Mundial      | Campeonato Mundial | Campeonato Mundial |
| Año                | Lugar                   | Medalla            | Prueba             |
| ------------------ | ----------------------- | ------------------ | ------------------ |
| 2009               | Maui (Estados Unidos)   | Medalla de plata   | Individual         |
| 2011               | Maui (Estados Unidos)   | Medalla de oro     | Individual         |
| 2012               | Maui (Estados Unidos)   | Medalla de oro     | Individual         |
| 2013               | Maui (Estados Unidos)   | Medalla de plata   | Individual         |
| 2015               | Maui (Estados Unidos)   | Medalla de plata   | Individual         |
| 2016               | Maui (Estados Unidos)   | Medalla de plata   | Individual         |
| 2018               | Maui (Estados Unidos)   | Medalla de oro     | Individual         |
| 2019               | Maui (Estados Unidos)   | Medalla de plata   | Individual         |
| Campeonato Europeo |                         |                    |                    |
| Año                | Lugar                   | Medalla            | Prueba             |
| 2015               | Cranleigh (Reino Unido) | Medalla de oro     | Individual         |